# 磯野眞
磯野 眞（いその まこと、1994年1月17日 - ）は、日本のプロバスケットボール指導者。茨城県常陸太田市出身。
2021-22シーズンよりBリーグ・長崎ヴェルカのアナライジング・コーチ 兼 オンザコート通訳を務める。

## 略歴
東京大学在学時、自分と同じ教員志望だった先輩森高大（2022年現在アルバルク東京AC）を参考に渡米。高校、大学のバスケットボールチームのマネージャー職を務める中、三年目にビデオコーディネーター担当となり、スカウティングの技術を身につけていく。
一時帰国時には自分の経験を伝えるべく、講演会・勉強会などを積極的に開催するなどしていた。
2019年帰国し茨城ロボッツにAC兼通訳として加入。主にデータ分析を担当し、チームのB1昇格に貢献した。
2021-22シーズンよりプロバスケットボールチームの長崎ヴェルカにアナライジング・コーチ 兼 オンザコート通訳として加入。チームのB3優勝・B2昇格へ貢献した。

## 人物
- 留学時代、知り合いの伝手をたどり、家族旅行中だった茨城ロボッツのオーナーである堀義人をランチに誘い、その縁もありオファーがあり茨城ロボッツに加入することになる[2]。
- 加入後、堀は気軽にランチに誘えるような人ではなかったと認識したと語っている[2]。
- シーズンオフには講演会の通訳などの活動をすることもある[8]。